# 趙瀛
趙瀛（1492年—？），字文海，號左山，陝西西安府三原縣人，軍籍，明朝政治人物。

## 生平
嘉靖七年（1528年）戊子科陕西鄉試第二十名，嘉靖八年（1529年），登己丑科三甲第二百一十一名進士。嘉靖十年（1530年）官山東章丘縣知縣。擢刑部主事，十五年十月因张延龄案贬职为州同，历升府同知、山西按察司佥事，二十二年二月因韃虜寇边，自山西巡抚龍大有以下多名官员被问责，赵瀛被降二级，四月贬为郧阳府通判，历升济南府同知、嘉兴府知府，擢升山西易州兵备副使，加升參政，三十年四月因浮图国草场失火，聞報延久，被降一级调外任。起復山東副使。

## 家族
曾祖趙軻；祖父趙讓；父趙閏。母王氏。永感下。